# Formazione nevosa perenne

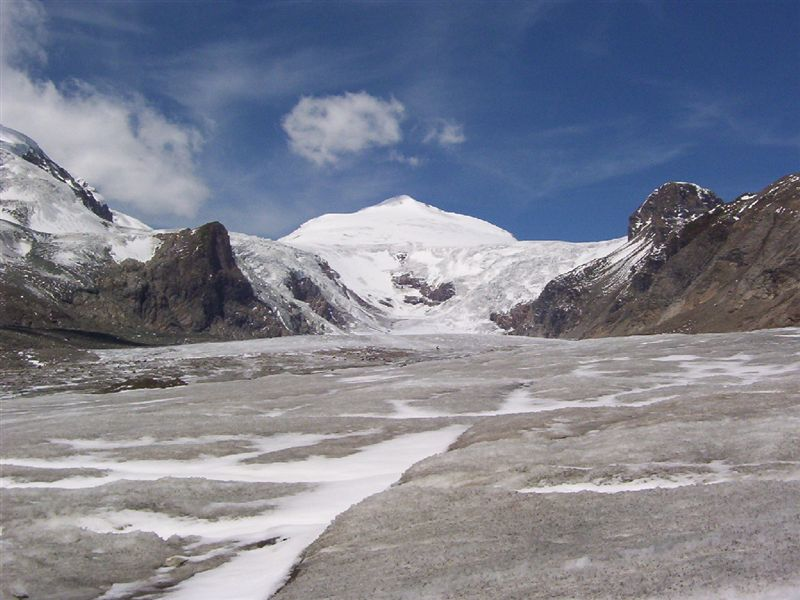
Il ghiacciaio del Großglockner in Austria

In glaciologia, per formazione nevosa perenne si intende un accumulo di neve che supera il periodo estivo senza fondersi completamente. I cristalli nevosi subiscono processi di metamorfosi e compattamento progressivo per effetto della gravità con formazione inizialmente di granuli (“firn”, con densità di circa 550 kg/m³), e successivamente saldatura dei cristalli a formare ghiaccio compatto. La massa risultante ha una densità di circa 830 kg/m³.

## Tipologie

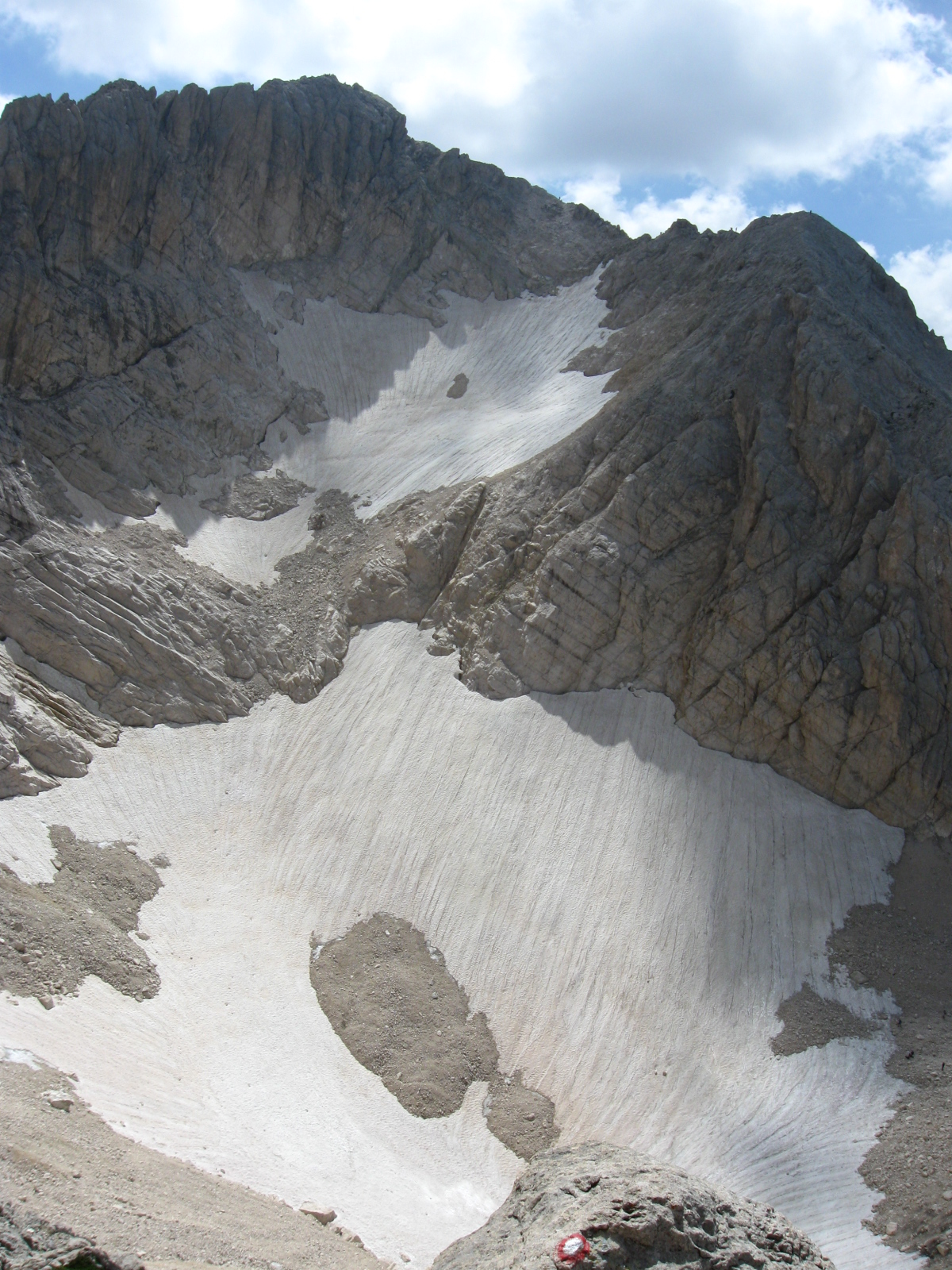
Ghiacciaio del Calderone, classificato come glacieret o glacionevato

### Ghiacciaio
Un ghiacciaio è una grande massa di ghiaccio delle regioni montane e polari, adunata negli avvallamenti, formata dalle nevi sotto l'azione del gelo e scorrente verso il basso. I ghiacciai attualmente occupano circa il 10% delle terre emerse.

### Glacieret
Un glacieret è un accumulo perenne di neve e ghiaccio, simile al ghiacciaio, differendo da quest'ultimo per il minor volume e il minor movimento verso valle. Secondo la classificazione internazionale dei ghiacciai (Selby 1985) è sinonimo di glacionevato o snowfield.

### Glacionevato
Un glacionevato è un accumulo di ghiaccio e neve di dimensioni variabili che può perdurare da pochi anni a molti secoli, ma che a differenza di un ghiacciaio non è dotato di moto verso valle  e alla cui base si possono formare nivomorene. In condizioni climatiche favorevoli può evolvere in un ghiacciaio. In Italia sono presenti e diffusi sulle principali catene montuose (Alpi e Appennini).

### Nevaio

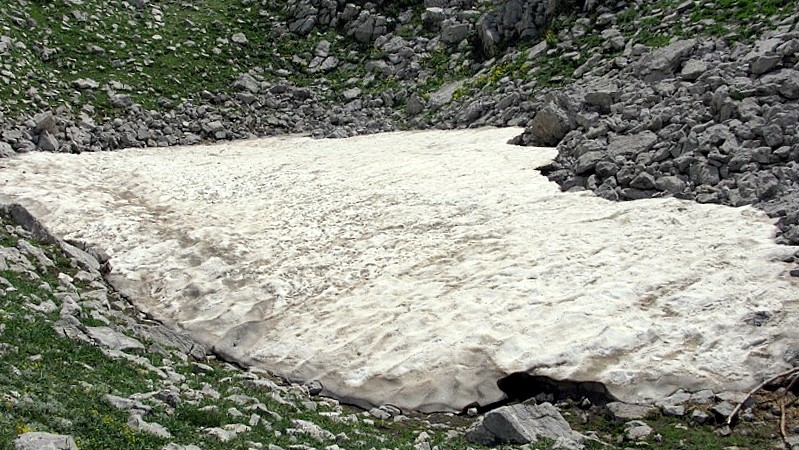
Nevaio sul Monte Pollino

Un nevaio è un deposito di neve che si mantiene oltre la stagione delle precipitazioni nevose: solitamente si formano in conche, avvallamenti, alla base di un pendio ombreggiato od ovunque la neve tende ad accumularsi per vento e/o valanghe formando uno spessore significativo; fondono completamente oppure con fortissima riduzione stagionale ogni anno nel corso dell'estate, per poi tornare a riformarsi l'anno successivo. Depositi di neve perenni con limitata fusione stagionale evolvono solitamente prima in glacionevato e poi in glacieret/ghiacciaio.